# Kayla Anise Richardson
Kayla Anise Maico Richardson (* 17. April 1998 in Los Angeles) ist eine US-amerikanisch-philippinische Leichtathletin, die sich auf den Sprint spezialisiert hat. Auch ihre Zwillingsschwester Kyla Ashley Richardson ist als Leichtathletin aktiv.

## Sportliche Laufbahn
Erste internationale Erfahrungen sammelte Kayla Anise Richardson im Jahr 2013, als sie bei den Jugend-Asienspielen in Nanjing in 12,30 s den fünften Platz im 100-Meter-Lauf belegte. Im Jahr darauf nahm sie an den Juniorenweltmeisterschaften in Eugene teil und schied dort mit 12,03 s und 24,53 s über 100 und 200 Meter in der ersten Runde aus. 2015 siegte sie bei den Südostasienspielen in Singapur in 11,76 s über 100 Meter und gewann im 200-Meter-Lauf in 23,71 s die Silbermedaille hinter der Singapurerin Shanti Pereira. Anschließend erreichte sie bei den Jugendweltmeisterschaften in Cali über 200 Meter das Halbfinale und schied dort mit 24,41 s aus. 2016 nahm sie erneut an den U20-Weltmeisterschaften in Bydgoszcz teil, scheiterte mit 11,97 s und 24,29 s aber erneut in der ersten Runde.
2017 belegte sie bei den Südostasienspielen in Kuala Lumpur in 24,29 s den fünften Platz über 200 Meter und gewann mit der philippinischen 4-mal-100-Meter-Staffel in 44,81 s die Bronzemedaille hinter den Teams aus Vietnam und Thailand. Zudem stellte sie im selben Jahr mit 53,81 s einen Landesrekord über 400 Meter auf. Zwei Jahre später wurde sie bei den Südostasienspielen in Capas in 57,34 s Siebte im 400-Meter-Lauf und gewann mit der Staffel in 44,57 s die Silbermedaille hinter Thailand. 2022 siegte sie in 11,60 s erneut bei den Südostasienspielen in Hanoi und sicherte sich dort in 23,87 s auch die Bronzemedaille über 200 Meter hinter Shanti Pereira aus Singapur und ihrer Schwester Kyla Ashley Richardson. Im Jahr darauf gelangte sie bei den Südostasienspielen in Phnom Penh mit 45,17 s auf Rang fünf im Staffelbewerb.

## Persönliche Bestleistungen
- 100 Meter: 11,57 s (+0,8 m/s), 27. Mai 2021 in College Station
- 200 Meter: 23,19 s (−0,4 m/s), 7. Mai 2022 in Los Angeles
- 400 Meter: 53,81 s, 14. April 2017 in Torrance (philippinischer Rekord)
  - 400 Meter (Halle): 54,94 s, 20. Januar 2018 in Albuquerque (philippinischer Rekord)